# Academia Mexicana da Língua

Brasão da AML

A Academia Mexicana da Língua (Academia Mexicana de la Lengua, no original) é a entidade lítero-linguística máxima do México, membro da Associação de Academias da Língua Espanhola, fundada em 1875.

## Histórico
A entidade teve seus primórdios ainda em 1835, mas veio a se instalar somente em 1875, realizando suas primeiras sessões oficiais a 13 de abril e 11 de setembro daquele ano, na casa de seu primeiro bibliotecário Alejandro Arango y Escandón.
No dia 25 de setembro elegeram sua primeira diretoria, sendo composta por Joaquín García Icazbalceta (secretário), Manuel Peredo (censor), José María Roa Bárcena (tesoureiro) e José María de Bassoco, o primeiro diretor.
Já em 1876 iniciou as publicações de suas atividades com a edição do primeiro número da revista "Memorias"; o histórico da entidade, em três volumes, foi escrita pelo seu membro Enrique Cárdenas de la Peña.